# 佛罗伦萨共和国
佛罗伦萨共和国（義大利語：Repubblica Fiorentina）是中世纪意大利的一个城邦国家，位于今意大利托斯卡纳大区，以佛罗伦萨为中心。

## 歷史
1115年，佛罗伦萨脱离托斯卡纳侯国领，获得自治权，成立共和国。
1293年，制定新宪法《正义法规》，规定市政会负责人为正义旗手，兼任军队总指挥。
1378年，爆发梳毛工起义。
1434年美第奇家族建立僭主政治。15世纪洛伦佐·德·美第奇当政时，佛罗伦萨为意大利文艺复兴的名城。
1494年法国国王查理八世入侵佛罗伦斯，当时的当政者皮耶罗二世·德·美第奇被流放，美第奇家族的统治被推翻。道明會修士萨佛纳罗拉成为佛罗伦薩新的精神和世俗领袖。但是很快萨佛纳罗拉严厉苛刻的统治引起了廣大百姓的不满，加上他反教廷的言論，遭到教皇亞歷山大六世的憤恨。
1498年，萨佛纳罗拉被推翻，並被以異端罪火刑燒死。之後由索德里尼繼續統領佛羅倫斯共和國。
1512年美第奇家族在教皇儒略二世的軍隊支援下，進入佛羅倫斯，共和國隨之瓦解。喬凡尼·美第奇成為佛羅倫斯統治者。
1527年美第奇家族再次被逐。
1530年在神圣罗马帝国军队協助下，美第奇家族重返佛罗伦萨。
1532年羅馬教皇克勉七世任命亚历山德罗·德·美第奇为佛罗伦萨世袭公爵，共和国成为佛罗伦萨公国。